# Kirbyana pagana
Kirbyana pagana är en insektsart som först beskrevs av Melichar 1903.  Kirbyana pagana ingår i släktet Kirbyana och familjen kilstritar. Inga underarter finns listade i Catalogue of Life.